# One Vice at a Time
One Vice at a Time è il sesto album in studio della heavy metal band, Krokus, uscito nel 1982 per l'Etichetta discografica Arista Records.
Fu il primo album del gruppo ad avere successo negli Stati Uniti.

## Il disco
Con questo disco la band è pienamente orientata verso lo stile AC/DC ed un accantonamento delle piacevoli variazioni che rendevano meno monolitici e per certi versi più appetibili i due predecessori; si vedano episodi quali "Tokyo Nights" e "Streamer", tratti da Metal Rendez-vous, oppure la già citata "Celebration", estratta da Hardware. Ovviamente l'album viene mal accolto dai critici specializzati. Lo stile dei Krokus riesce comunque a conquistare una buona fetta di pubblico, e ottiene un ottimo riscontro di vendite, risultando, da questo punto di vista, un successo che farà guadagnare loro il disco d'oro. Il tour seguente toccherà anche l'Italia, dove la band svizzera si esibirà ottenendo notevoli responsi. I Krokus ci regalano indimenticabili pezzi come "Bad Boys-Rag Dolls", "Save Me" e la grandiosa "Long Stick Goes Boom", un brano diventato storico. Buona la cover di "American Woman" dei Guess Who.

## Tracce
1. Long Stick Goes Boom (Storace, Von Rohr, VonArb) 5:12
2. Bab Boys, Rag Dolls (Storace, Von Rohr, VonArb) 3:48
3. Playin' the Outlaw (Steady, Storace, Von Rohr, VonArb)	3:59
4. To the Top (Steady, Storace, Von Rohr, VonArb) 4:21
5. Down the Drain (Von Rohr, VonArb) 3:15
6. American Woman (Bachman, Cummings, Kale, Peterson) 3:37 (The Guess Who Cover)
7. I'm on the Run (Storace, Von Rohr, VonArb) 3:43
8. Save Me (Storace, Von Rohr, VonArb) 4:27
9. Rock'n'roll (Von Rohr, VonArb) 4:07

## Singoli
- American Woman (b-sides: Long Stick Goes Boom, Bad Boys Rag Dolls)
- Bad Boys, Rag Dolls (b-side: Save Me)
- Save Me (b-side: Long Stick Goes Boom)

## Formazione
- Marc Storace – voce
- Fernando von Arb – chitarra solista e ritmica, basso, tastiere
- Mark Kohler – chitarra ritmica e solista
- Chris von Rohr – basso, tastiere
- Freddy Steady – batteria